# Adlerfarne
Die Adlerfarne (Pteridium) sind eine weltweit verbreitete Pflanzengattung innerhalb der Familie Dennstaedtiaceae der Farne.

## Merkmale
Die Adlerfarn-Arten sind ausdauernde krautige Pflanzen und erreichen Wuchshöhen von 0,6 bis 2 Metern. Sie besitzen ein langes, unterirdisches Rhizom. Fertile und sterile Wedel sind mehr oder weniger gleich gestaltet. Sie sind lang gestielt und stehen am Rhizom in größerem Abstand voneinander. Die Wedel sind dreifach gefiedert und besitzen an den unteren Fiedern Nektarien.
Die Sori sind zu einem linienartigen Randsaum vereinigt. Sie werden vom umgebogenen Blattrand überdeckt, wodurch ein falscher Schleier entsteht.

## Systematik und Verbreitung
Die Gattung Pteridium wird in die Familie Dennstaedtiaceae gestellt. Diese Position ist nach molekularen Studien, anhand des Vergleichs homologer DNA-Sequenzen, recht gut abgesichert.
Die Systematik der Gattung ist zum Teil bis heute umstritten. In der oft als Referenz herangezogenen Kew Plant List (basierend auf International Plant Names Index und Tropicos) werden elf Artnamen als valide akzeptiert. Die Pflanzen sind morphologisch variabel, wobei einzelne morphologische Merkmale allometrisch miteinander korrelieren. Probleme entstehen auch immer wieder dadurch, dass Autoren die Taxonomie der (weltweit verbreiteten) Gattung anhand ihrer lokalen oder regionalen Flora behandeln. Der amerikanische Botaniker Rolla Milton Tryon Junior erkannte in seiner Revision der Gattung von 1941 Pteridium aquilinum als einzige Art der Gattung an; darin sind ihm zahlreiche spätere Bearbeiter gefolgt. Ein wesentlicher Schritt für die Taxonomie der Gattung war die Arbeit von Josua P. Der und Kollegen, die die Phylogenie der Gattung anhand des Vergleichs homologer DNA-Sequenzen dreier Abschnitte des Plastiden untersuchten, weitere wichtige Beiträge stammen von John A. Thomson. Diesen sind auch die europäischen Bearbeiter im Wesentlichen gefolgt. Diesen Ergebnissen zufolge kann die Gattung genetisch in zwei diploide Linien gegliedert werden, die grob vikariierende Verbreitung zeigen, Pteridium aquilinum auf der Nordhalbkugel und Pteridium esculentum auf der Südhalbkugel. Außerdem existieren (vermutlich mehrere) tetraploide allopolyploide Linien, also Arten die als fixierte Hybride mittels Genomverdoppelung (Polyploidie) aus der Kreuzung dieser Arten hervorgegangen sind.

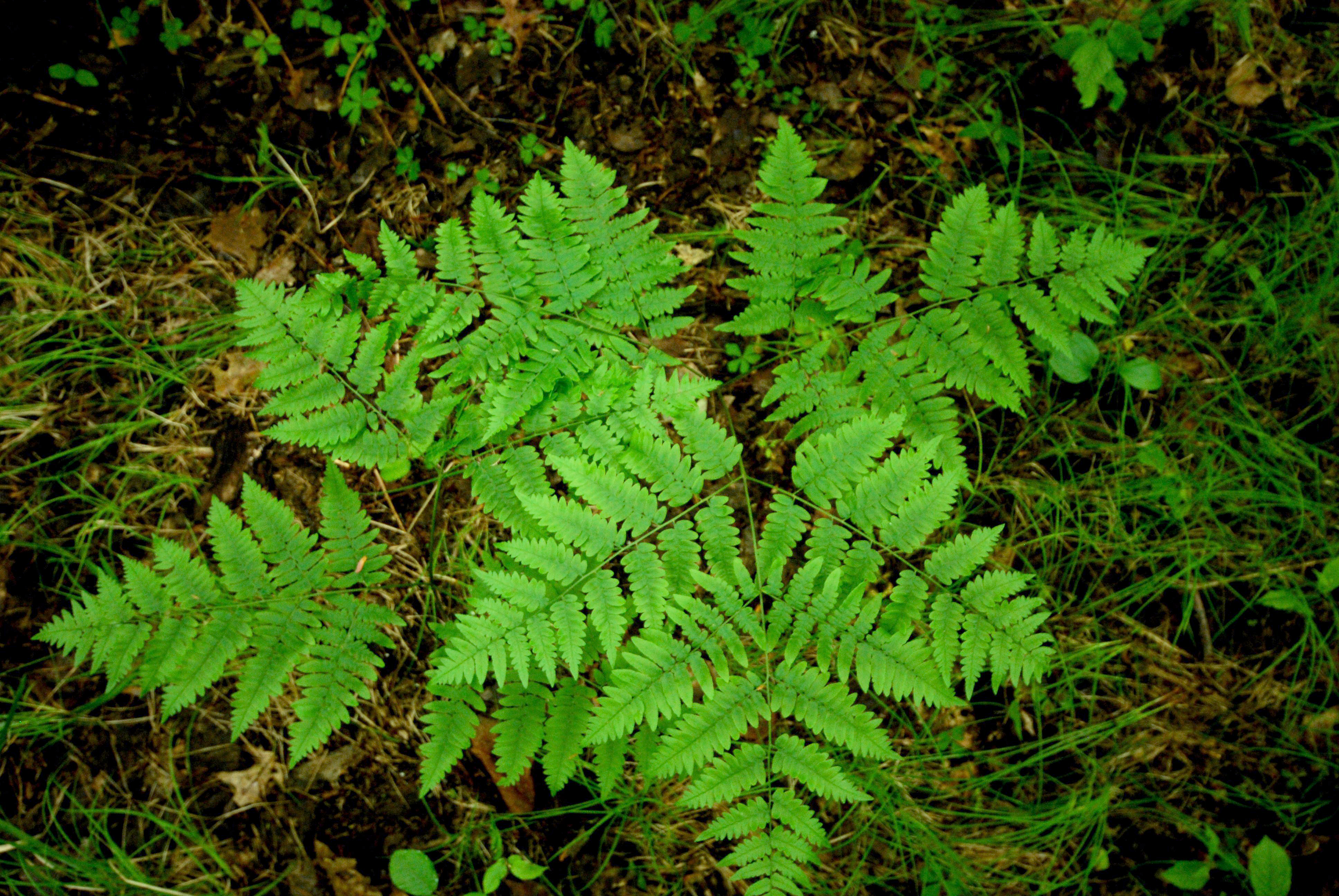
Pteridium aquilinum subsp. latiusculum

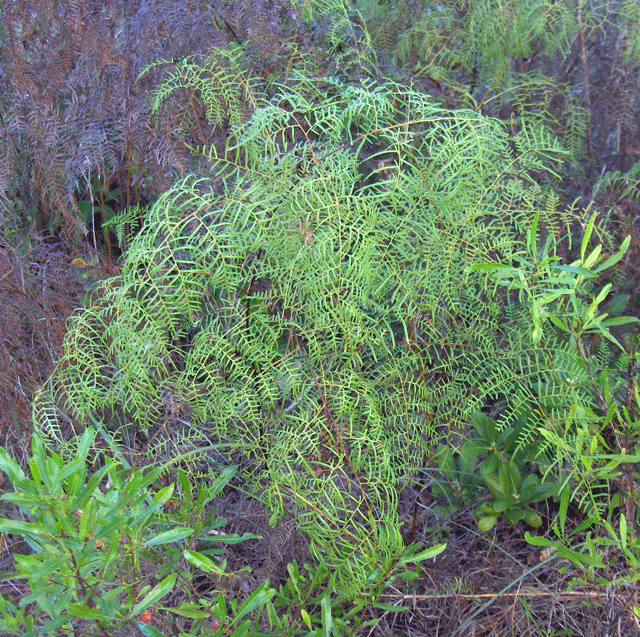
Pteridium caudatum

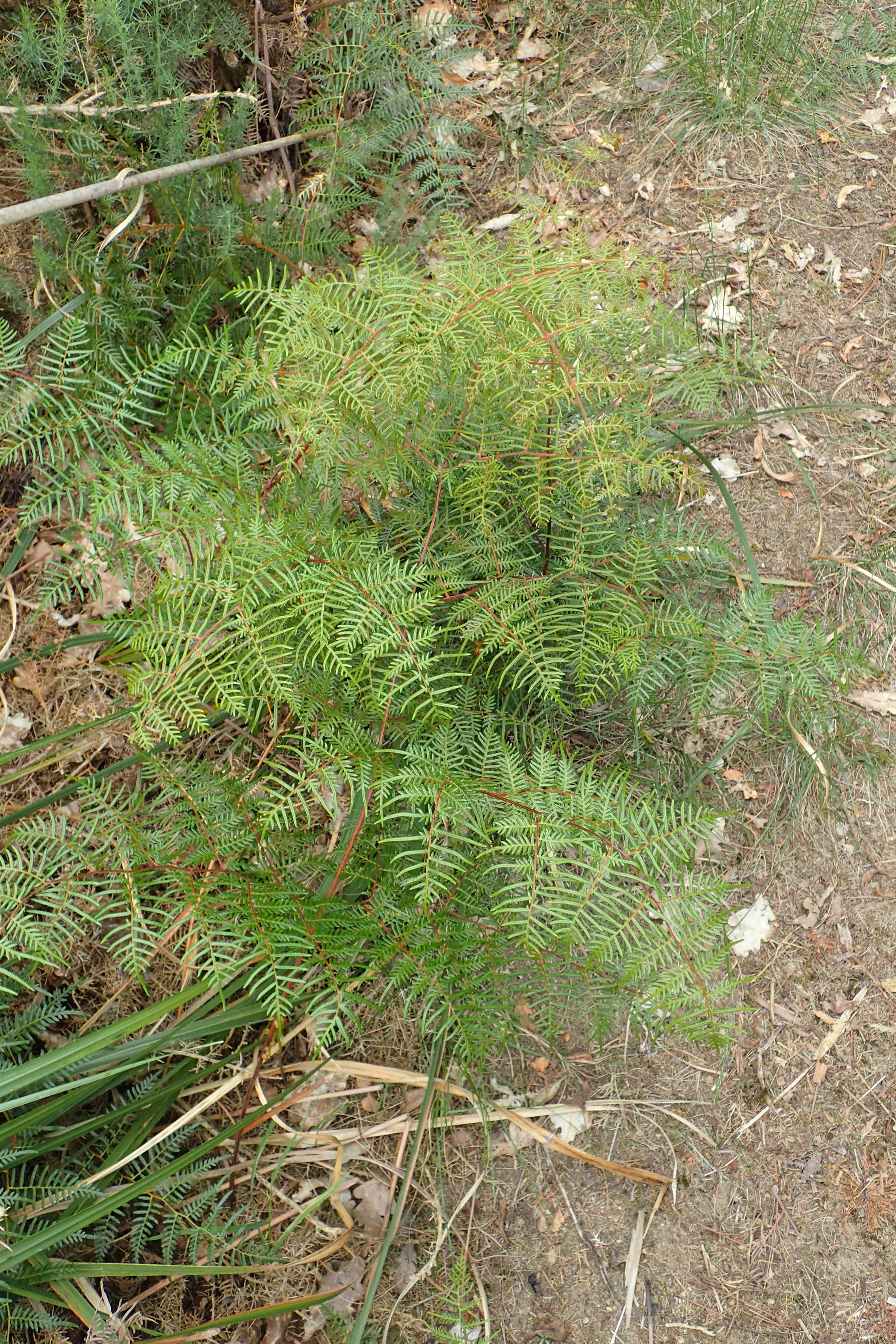
Pteridium esculentum

Die Gattung Pteridium ist fast weltweit verbreitet.
Es gibt etwa elf Pteridium-Arten:
- Adlerfarn (Pteridium aquilinum (L.) Kuhn): Typusart der Gattung[9]: Es gibt zahlreiche Unterarten.[10]
- Pteridium arachnoideum (Kaulf.) Maxon: Nach Thomson 2012 ist sie eine Unterart: Pteridium esculentum subsp. arachnoideum (Kaulf.) J.A.Thomson[11] Sie kommt von Mexiko bis Argentinien und auf Inseln in der Karibik vor.[10]
- Pteridium caudatum (L.) Maxon: Zentral- und Südamerika. Hybridogene Art, allotetraploider Hybrid aus Pteridium aquilinum und Pteridium esculentum[11] Er kommt von den Vereinigten Staaten bis Brasilien und auf Inseln in der Karibik vor.[10]
- Pteridium centrali-africanum (Hieron.) Alston: Nach der Revision von Thomson et al. ist sie eine Unterart: Pteridium aquilinum subsp. centrali-africanum Hieron.[12] Sie kommt im tropischen und südlichen Afrika vor.[10]
- Pteridium esculentum (G. Forst.) Cockayne: Sie kommt in mehreren Unterarten in Neuseeland, Australien, Südasien, Zentral- und Südamerika und auf Inseln im Pazifik vor.[10]
- Pteridium falcatum Ching ex S.H.Wu: China. Dubiose Art, nach der Erstbeschreibung, auch bei Nachsuche an der Typlokalität, niemals wiedergefunden. Vermutlich Synonym von Pteridium aquilinum subsp. japonicum (Nakai) Á. & D.Löve[13]
- Pteridium feei (W.Schaffn. ex Fée) Faull.: Zentralmexiko. Selten gefunden, wahrscheinlich Unterart: Pteridium aquilinum subsp. feei (W.Schaffn. ex Fée) J.A.Thomson, Mickel & Mehltr.[8][10]
- Pteridium lineare Ching ex S.H.Wu: China. Dubiose Art, nach der Erstbeschreibung, auch bei Nachsuche an der Typlokalität, niemals wiedergefunden. Vermutlich Synonym von Pteridium aquilinum subsp. wightianum[13][10]
- Pteridium revolutum (Blume) Nakai: Südostasien. Synonym von Pteridium aquilinum subsp. wightianum (J.Agardh) W.C.Shieh[12][14]
- Pteridium tauricum V.I. Krecz.: Kaukasus. Abgrenzung zu Pteridium aquilinum unklar. Nach zahlreichen Autoren Synonym von Pteridium aquilinum subsp. aquilinum.
- Pteridium yunnanense Ching & S.H.Wu: China. Dubiose Art, nach der Erstbeschreibung, auch bei Nachsuche an der Typlokalität, niemals wiedergefunden. Vermutlich Synonym von Pteridium aquilinum subsp. wightianum (J.Agardh) W.C.Shieh[13][10]